# Club de Deportes Lota Schwager
Il Club de Deportes Lota Schwager è una società calcistica cilena, con sede a Coronel.
Milita nella Campeonato Nacional de Tercera División del Fútbol Profesional Chileno.

## Storia
Fondato nel 1966, non ha mai vinto trofei nazionali.

## Palmarès

### Altri piazzamenti
- Copa Chile:

Finalista: 1975